# Jean-Christophe Thomas
Pour les articles homonymes, voir Thomas.
Jean-Christophe Thomas est un ancien joueur professionnel de football né le 16 octobre 1964 à Châlons-sur-Marne. 
Formé au FC Sochaux-Montbéliard où il joue 10 ans, il poursuit sa carrière à l'Olympique de Marseille — y jouant et remportant la Ligue des champions en 1993 — puis au Stade rennais et à l'AS Saint-Étienne.

## Biographie
Formé au FC Sochaux-Montbéliard, Jean-Christophe Thomas fait partie de la « génération dorée sochalienne » de la deuxième moitié des années 1980, avec notamment Stéphane Paille et Franck Sauzée avec lesquels il remporte le Tournoi de Toulon en 1985.
Titulaire et polyvalent (milieu, voire en attaque) avec le club franc-comtois, il participe à la grande saison 1987/1988 de son club, qui archidomine son groupe de Deuxième division et atteint la finale de la Coupe de France, perdue aux tirs au but, face au FC Metz. Le club sochalien remonté en Première division et alignant toujours les bonnes performances (le club finit 4e), Jean-Christophe Thomas découvre ainsi la Coupe de l'UEFA lors de la saison 1989/1990. 
Si la constance et la qualité de ses prestations ne lui ouvrent pas les portes de l'équipe de France A (alors qu'il a déjà joué avec les équipes de France des moins de 19 ans, Espoirs et Olympique), il est néanmoins transféré à l'été 1992 à l'Olympique de Marseille, le grand club français de l'époque. Il y devient remplaçant mais joue quelques matchs comme titulaire et rentre souvent en cours de jeu comme lors de la finale victorieuse de la Ligue des champions le 26 mai 1993 face au Milan AC.  
Au moment de la rétrogradation du club olympien en Seconde division en 1994 à la suite de l'affaire VA-OM, il part en Bretagne au Stade rennais où il regagne du temps de jeu. Au bout de deux saisons pleines, il s'en va à l'été 1996 l'AS Saint-Étienne, évoluant alors en Division 2. Il y termine sa carrière professionnelle en 1998, sans réussir à faire remonter le club en Première division. 
En janvier 2002, il est diplômé du DEF (Diplôme d'entraîneur de football). 
Après sa carrière de footballeur, il dirige une petite exploitation viticole familiale en Bourgogne et possède une société de négoce de vins et un gite touristique à Puligny-Montrachet en Côte-d'Or.

### Statistiques
- 348 matchs et 29 buts en Division 1
- 60 matchs et 4 buts en Division 2
- 5 matchs en Ligue des champions
- 6 matchs et 3 buts en Coupe de l'UEFA

## Palmarès

### En club
- avec le FC Sochaux
  - Vainqueur de la Coupe Gambardella en 1983
  - Finaliste de la Coupe de France en 1988
  - Vice-champion de France de Division 2 en 1988
- avec l'Olympique de Marseille
  - Vainqueur de la Ligue des champions en 1993
  - Vice-champion de France en 1994

### En équipe de France
- International Juniors, Militaires, Espoirs (3 sélections) et Olympiques (3 sélections)
- Champion d'Europe Juniors en 1983
- Vainqueur du Tournoi de Toulon en 1985[1] avec les Espoirs